# Nathan Baeckeland
Nathan Baeckeland (8 september 1996) is een Belgisch voormalig trampoline- en schoonspringer.

## Levensloop
Baeckeland werd sportief actief in het trampolinespringen, waarin hij in 2014 Belgisch kampioen werd.
Later maakte hij de overstap naar het schoonspringen. In deze sport debuteerde hij in mei 2021 op de wereldbeker te Tokio, als eerste Belg in de geschiedenis van deze watersport. Bij dit debuut behaalde hij een score van 280.20 punten op de '3m springboard', goed voor een 51e plaats. Onvoldoende om zich te plaatsen voor de Olympische Zomerspelen te Tokio. In januari 2022 zette hij zijn sportcarrière stop.
Van opleiding is Baeckeland industrieel ingenieur.